# Île Leigh-Smith
L'île Leigh-Smith (en russe : Остров Ли-Смита) est une île de la terre François-Joseph, en Russie.

## Géographie
D'une superficie de 62 km2, située à 6 km à l'est de l'île Hooker dont elle est séparée par le canal Smithson, elle culmine à 309 m. À sa pointe nord, nommée cap Rose, se dresse aussi un imposant rocher (163 m). D'une longueur de 14 km sur une largeur de 6,5 km, son cap sud porte le nom de cap Wittenburg. Elle est entièrement recouverte par une calotte glaciaire (93 % de l'île). Le détroit de Sidorov la sépare de l'île Brady à 8 km à l'ouest et le détroit de Young des îles Pritchett, Zub et Bliss au nord-ouest.

## Histoire
Découverte par Fridtjof Nansen en 1896, elle a été nommée en l'honneur de l'explorateur Benjamin Leigh Smith. Walter Wellman cartographie l'île en 1899 et Anthony Fiala en 1903, la nomme île Jackson, nom qui sera finalement attribué à une autre île. 